# Kouření způsobuje kašel
Kouření způsobuje kašel (v originále Fumer fait tousser) je francouzský hraný film z roku 2022, který režíroval Quentin Dupieux podle vlastního scénáře. Snímek měl světovou premiéru na filmovém festivalu v Cannes dne 21. května 2022.

## Děj
Jako Tabac Force si říká skupina pěti hlídačů. Aby posílil soudržnost skupiny, jejich šéf je pošle na týden k jezeru. U ohně nebo při jídle si vyprávějí děsivé příběhy.

## Obsazení
| Gilles Lellouche        | Benzène               |
| Vincent Lacoste         | Methanol              |
| Anaïs Demoustierová     | Nicotine              |
| Jean-Pascal Zadi        | Mercure               |
| Oulaya Amamra           | Ammoniaque            |
| Grégoire Ludig          | Christophe            |
| Adèle Exarchopoulos     | Céline                |
| David Marsais           | Jacques, otec kluka   |
| Julia Faure             | Denise, matka kluka   |
| Tanguy Mercier          | kluk                  |
| Thémis Terrier-Thiebaux | Josette               |
| Sava Lolov              | otec Josette          |
| Charlotte Laemmel       | Nicole, matka Josette |
| Doria Tillier           | Agathe                |
| Jérôme Niel             | Bruno                 |
| Blanche Gardin          | Tony                  |
| Anthony Sonigo          | Michael               |
| Raphaël Quenard         | Max                   |
| Frédéric Bonpart        | dělník na pile        |
| Alain Chabat            | šéf Didier            |
| Benoît Poelvoorde       | Lezardin              |
| Benoite Chivot          | Lézardine             |
| Jules Dhios Francisco   | Lezardou              |
| Marie Bunel             | pokladní              |

## Ocenění
- Mezinárodní festival fantastických filmů v Katalánsku: cena za scénář
- César: nejlepší vizuální efekty (Sébastien Rame)